# The Protomen
The Protomen son una banda de Rock estadounidense, conocidos por componer álbumes conceptuales inspirados aproximadamente en la serie de videojuegos japonesa Mega Man. Los nombres artísticos de sus integrantes son referencias a la cultura pop, películas, títulos de canciones y personajes ficticios. Los integrantes del grupo se refieren a sí mismos como narradores, creando una «fábula Rock and Roll».

## Historia
El grupo se compone principalmente de alumnos de la Middle Tennessee State University en su programa de grabación; y se creó para satisfacer requisitos de tiempo y de grabación para una de sus clases de grabación Su primer presentación en vivo fue en abril de 2014:

Happy belated Birthday to The Protomen (publicly). On 4/22/04 the first live performance happened as a makeup project for a friend's grade.
Feliz cumpleaños atrasado a The Protomen (públicamente). El 22 de abril de 2004 tuvieron su primera presentación en vivo como un proyecto para obtener el título de un amigo
Murphy Weller

Para el 2005 la mayoría del grupo se había mudado a Nashville.
En una entrevista de 2009, el vocalista líder Raul Panther declaró:

We basically gathered up all of our good friends from the local rock bands of Murfreesboro, tied ourselves together, and tried to walk. And somehow it worked. At the time, we noticed a void in rock and roll. A hole that could only really be filled with grown men and women painting up like robots and playing some fierce and furious rock music based on a 1980s video game. We were fairly certain no one else was going to fill that hole. But, by God, it's filled now. You can thank us later.
Básicamente juntamos a todos nuestros buenos amigos de las bandas de rock locales a Murfreesboro, nos atamos juntos e intentamos caminar. Y de alguna forma funcionó. En ese tiempo, notamos un vacío en el rock and roll. Un vacío que sólo podría ser llenado con hombres y mujeres adultos pintándose como robots y tocado una música feroz y furiosa de rock basada en un videojuego de los 1980s. Estpabamos muy seguros que nadie más iba a llenar ese vacío. Pero, por Dios, ahora ya está lleno. Pueden agradecernos después.
Raul Panther

La banda tiene fuertes lazos con las escenas de música independiente de Murfreesboro y Nashville, y algunos de sus integrantes tocan con varios grupos.[cita requerida]

### The Protomen
En el primer álbum de la banda,  se representa al Doctor Wily como el líder orwelliano de una ciudad distópica, llena de humanos que viven demasiado atemorizados para oponerse a su control. El doctor Light crea a un «hombre perfecto, una máquina imbatible», Proto Man, para que luche por la liberación de la ciudad, pero Proto Man es destruido por el poder abrumador de los ejércitos de Wily. Derrotado y acongojado, el Dr. Light crea un segundo hijo—Mega Man—a quien intenta disuadir de pelear. Mega Man se escapa de su hogar y confronta a su hermano en una batalla conlcusiva y apocalíptica. El álbum ha sido descrito por la banda como «el sonido del fin del mundo» y se mantiene en la frontera entre los géneros chiptune y hard rock, con énfasis en sintetizadores de 8-bits e instrumentos electrónicos.
Commander, uno de los integrantes de la banda, ha afirmado que el álbum «fue hecho específicamente para ir en contra de todo lo que nuestros maestros de grabación y compañeros estudiantes nos alimentaron sobre hacer que todo suene prístino y perfecto». El álbum fue grabado en dos años en varios estudios de Murfreesboro, usando técnicas de producción analógica en lugar de técnicas digitales. La primera pista grabada por el grupo, "Due Vendetta", fue terminada en abril de 2003. El álbum fue producido por el en ese entonces miembro de la banda Heath Who Hath No Name.

### Act II: The Father of Death
Para su segundo álbum el grupo trabajó con Alan Shacklock, el productor de Meat Loaf, para idear la historia de una precuela para el primer álbum. Este segundo acto detalla el camino de Albert Wily al poder, la rivalidad entre él y Thomas Light, y los eventos trágicos que llevaron a poner a la Ciudad bajo su control. La banda afirmó que Act II fue diseñado para tener un sonido más claro, reflejando un tiempo «antes de que cayera la bomba». Consecuentemente, el segundo álbum refleja un rango mucho más ampio de estilos musicales e instrumentación lírica, adoptando referencias desde Ennio Morricone hasta Bruce Springsteen al mismo grupo de Shacklock, Babe Ruth. El álbum fue masterizado por Richard Dodd, un ingeniero de audio galardonado con el premio Grammy

### The Protomen Present: A Night of Queen
The Protomen son conocidos por interpretar, además de su ópera rock original, una variedad de canciones cover de los 1970s y 1980s en sus presentaciones en vivo, sobre todo canciones relacionadas con los motivos preferidos de la banda como el heroísmo, el esfuerzo y la autodeterminación. El 10 de diciembre de 2010 The Protomen se presentó junto con la banda Evil Bebos, de Nashville, para el concierto final de esta última. Evil Bebos interpretó un set compuesto enteramente de canciones cover de Black Sabbath, mientras que The Protomen respondieron a su manera con un set de canciones cover de Queen. La presentación en vivo fue grabada y masterizada, y el 19 de abril de 2012 The Protomen anunció—a través de su sitio web y lista de correo—el lanzamiento del álbum resultante titulado «The Protomen Present: A Night Of Queen». Aunque la fecha de lanzamiento fue anunciada para el 1 de junio de 2012, el álbum llegó antes a quienes participaron en la preventa.

### The Cover Up: Original Soundtrack From the Motion Picture
En noviembre de 2010 durante su presentación en InDisFest—en Atlanta, Georgia—la banda anunció su intención formal de grabar un álbum de canciones cover. La producción del álbum comenzó en febrero de 2011 con Alan Shacklock continuando su papel de productor después de Act II. En junio de 2014, la banda anunció que los asistentes a su Warped Tour 2014 tendrían acceso a un EP descargable, a fin de promocionar el álbum completo, titulado «The Cover Up»- Este EP fue lanzado a través de un código de descarga impreso en un boleto falso para una película inexistente llamada The Cover Up, empacado con un cinto (lanyard) que conmemoraba el Warped Tour. El álbum completo fue lanzado el 23 de enero de 2015 a los asistentes a MAGFest 13, en el que se presentó The Protomen. A la mañana siguiente, el 24 de enero, el álbum fue dispuesto para su preventa al público general a través del sitio web de la banda.

## Estilo musical e influencias
La banda ha citado la influencia de «artistas como Syd Mead, películas como Eddie and the Cruisers y Streets of Fire, libros como 1984 y Atlas Shrugged... ellos son los más obvios que puedes encontrar en Act I y II. Pero lo que quizá no se dan cuenta es que tenemos todas las películas de Ernest. Y las vemos todo el tiempo." La banda toma inspiración de diversas fuentes, incluyendo las películas de Sergio Leone, la canción  "The Mexican" y los grupos musicales Radiohead, Styx, Toto, Queen y Alabama.

## Conceptos y temas

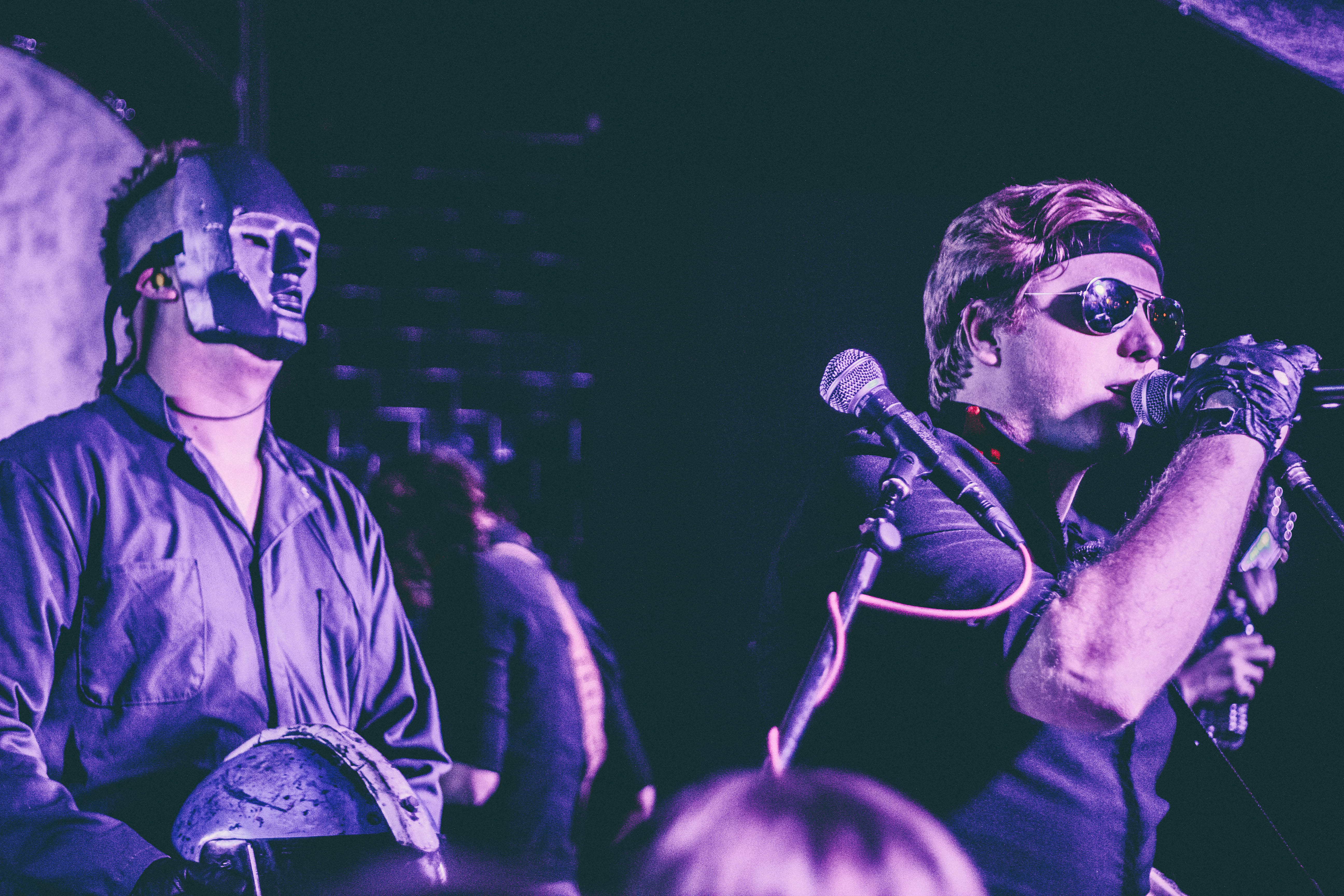
The Protomen tocando en Holy Mountain en Austin, Texas

La obra de The Protomen está inspirada en los primeros seis juegos de Mega Man lanzados para la consola NES. Esta franquicia tiene una historia en los juegos, manga y anime; sin embargo The Protomen han creado una versión obscura y distópica del mundo subyaciente del juego. La banda generalmente no está interesada en hacer que su historia se apegue a la historia original. En lugar de ello, ven a los juegos como un punto de partida para la historia que quieren contar, y han tomado prestados atributos superficiales de algunos personajes a la vez que alteran fuertemente sus historias y funciones.
La banda ha establecido que desean hacer una historia en tres partes. Dos de las partes están completas con el lanzamiento de sus primeros dos álbumes, mientras que el tercero aún existe solamente en etapa de planeación. La historia en general como la creó a banda trata con el tema de la pérdida y ellos «no esperan realmente que tenga un final feliz para la humanidad».

## Presentaciones en festivales y convenciones
The Protomen se han presentado en varias convenciones y festivales a lo largo de su carrera.
En 2007, The Protomen tocó en la cabina de Capcom en la San Diego Comic Con por invitación de Capcom. En 2009, el grupo compitió y ganó el derecho a presentarse en el festival musical Bonnaroo, venciendo a otras bandas de Nashville. En octubre del mismo año tuvieron dos presentaciones en el Maratón musical de CMJ. En 2010, The Protomen se presentó en el festival SXSW, en la mega-convención de videojuegos PAX East en Boston (2010-2013) and PAX 2010 en Seattle. En 2011, se presentaron en el Houston Free Press Summer Fest. Se presentaron en Nerdapalooza, en la ciudad de Orlando, Florida, en sus ediciones de 2009, 2010, 2011, 2012 y 2013. En 2011, comenzaron su gira 2011 en MAGFest9 en Alexandria, Virginia. The Protomen se han presentado en la Middle Tennessee Anime Convention (MTAC) en Nashville, Tennessee dos veces—una vez en 2007 y después en 2011. The Protomen se presentaron en Eau Claire, Wisconsin en el Plaza Hotel and Suites como parte de la No Brand Con 2013. La banda se presentó en la primera PAX en Australia, 2013, y en Warped Tour 2014.  En 2015, la banda se presentó en MomoCon 2015, y en MAGFest 13 el 23 de enero de ese año. La banda regresó a MAGFest Super 2020 como uno de los actos principales del festival el 4 de enero de 2020.

## Integrantes
| Miembros actuales - Raul Panther III – vocales, varios instrumentos - Murphy Weller – sintetizador bajo, bajo eléctrico, percusiones - Commander B. Hawkins. – sintetizador, vocoder, percusiones - Sir Dr. Robert Bakker – guitarra - Shock Magnum – guitarra - Gambler Kirkdouglas – coro humano, vocales - Reanimator – batería - K.I.L.R.O.Y. – puños, aplausos, armero, martillo, maracas y jarana | Miembros pasados - Doug Fetterman – guitarra - The Merchant – coro humano - The Keeper – sintetizador, vocoder - The Replicant – trompeta - Demon Barber – batería - The Dragon – batería - Scartoe Gleason – guitarra - The Repeater – coro humano - The Keymaster – batería - Heath Who Hath No Name – guitarra - Cobra T. Washington – guitarra - Lazer – coro humano - The Gunslinger – guitarra - Ellen Aim – coro humano - Master Blaster – trompeta - Nightwalker T. Ranger – coro humano, trompeta - Neon Leon – guitarra - Ringo Segundo- guitarra - Turbo Lover – vocales, multi-instrumentos |

## Discografía

### Álbumes de estudio
- The Protomen (2005)
- Act II: The Father of Death (2009)
- The Cover Up: Original Soundtrack From the Motion Picture (2015)

### Álbumes en vivo
- The Protomen Present: A Night of Queen (2012)
- The Protomen: Live in Nashville (2020)

### Bandas sonoras
- William Shakespeare Presents: Terminator The Second (con 84001) (2013)

### EPs
- The Cover Up EP (2014)

### Sencillos
- "Father of Death / No Easy Way Out" - (2008)[Nota 1]
- "Beards Going Nowhere" - [16] - (2008)[Nota 2]
- "I Drove All Night / Silent Running (On Dangerous Ground) – Breaking Out (2012 Edit)" - (2012)[Nota 3]
- "This City Made Us / Hold Back the Night" - (2015)[Nota 4]

### Álbumes remix
- Makeup and Vanity Set Presents: The Protomen (2007)

### Como artista invitado
- MC Frontalot, Kid Koala - "Shudders" (2014)
- TWRP - "Phantom Racer" (2018)